# Heisteria macrophylla
Heisteria macrophylla är en tvåhjärtbladig växtart som beskrevs av Oerst.. Heisteria macrophylla ingår i släktet Heisteria och familjen Erythropalaceae. Inga underarter finns listade i Catalogue of Life.